# Rube Bjorkman
Reuben Eugene „Rube“ Bjorkman (* 27. Februar 1929 in Roseau, Minnesota) ist ein ehemaliger US-amerikanischer Eishockeyspieler und -trainer.  

## Karriere
Rube Bjorkman besuchte die University of Minnesota, für deren Eishockeymannschaft er parallel spielte. Später war er lange als Eishockeytrainer im Collegesport tätig. In der Saison 1963/64 betreute er das Rensselaer Polytechnic Institute aus der ECAC Hockey. Von 1965 bis 1969 war er Cheftrainer der University of New Hampshire, die ebenfalls am Spielbetrieb der ECAC Hockey teilnahm. Zuletzt betreute er von 1970 bis 1978 die University of North Dakota aus der Western Collegiate Hockey Association.

### International
Für die USA nahm Bjorkman an den Olympischen Winterspielen 1948 in St. Moritz und 1952 in Oslo teil. Bei den Winterspielen 1948 wurden die USA aufgrund des unerlaubten Einsatzes von Profispielern nachträglich disqualifiziert, bei den Winterspielen 1952 gewann er mit seiner Mannschaft die Silbermedaille. Zudem stand er im Aufgebot seines Landes bei der Weltmeisterschaft 1955.

## Erfolge und Auszeichnungen
- 1952 Silbermedaille bei den Olympischen Winterspielen